# Hermanus Koekkoek
Pour les articles homonymes, voir Koekkoek.
Hermanus Koekkoek, parfois appelé l'Ancien, né le 13 mars 1815 à Middelburg et mort le 5 novembre 1882 à Haarlem, est un peintre, graveur et graphiste néerlandais. Il s'est spécialisé dans la peinture marine.

## Biographie

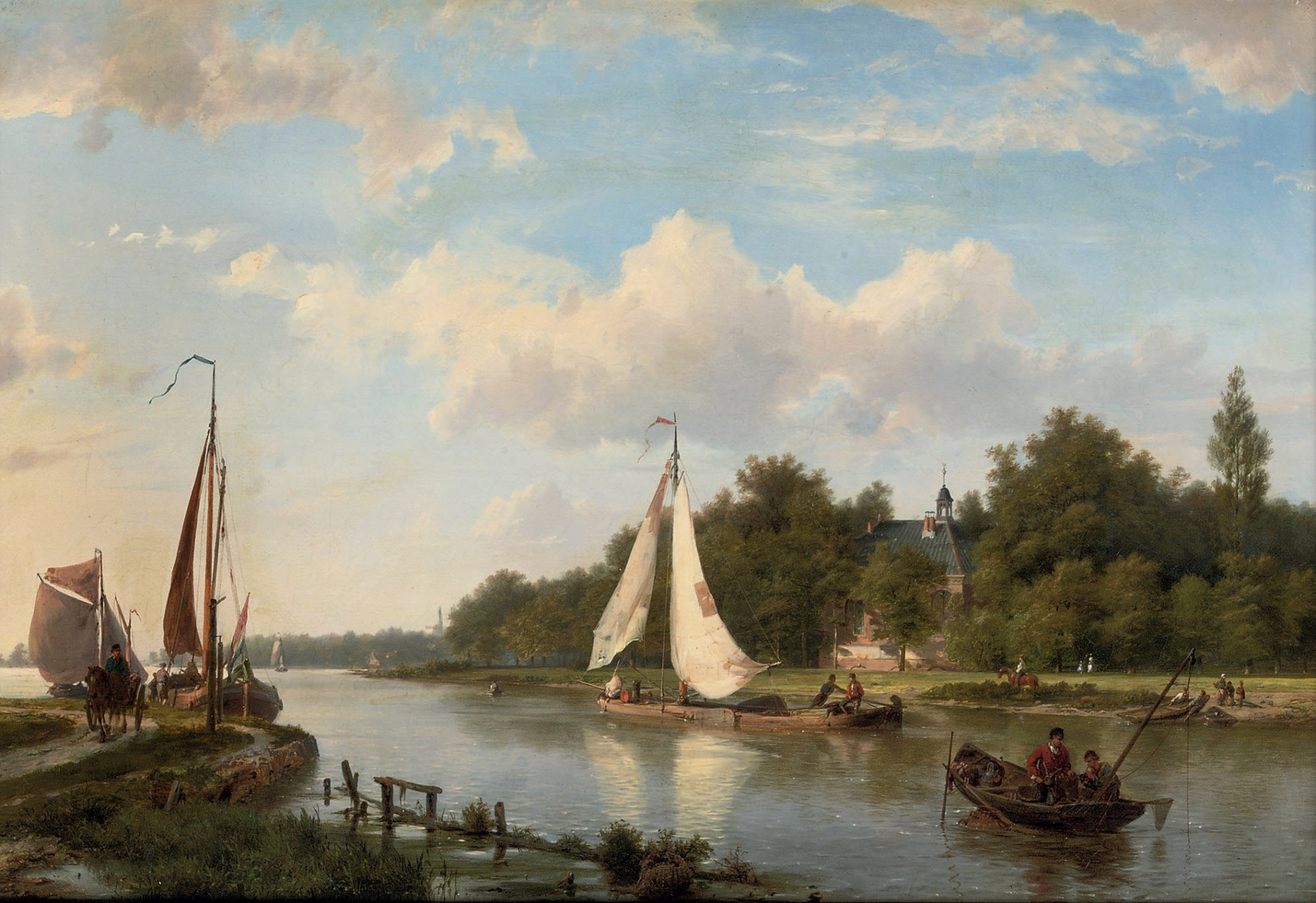
Au bord de la rivière par un après-midi ensoleillé

Il naît au sein de la famille Koekkoek composée d'artistes. Il est le fils de Johannes Hermanus Koekkoek et frère des peintres paysagistes Barend Cornelis, Johannes Koekkoek (de) et Marinus Adrianus. Ses fils, Hermanus (le Jeune), Willem, Johannes Hermanus Barend et Barend Hendrik Koekkoek (nl), tous sont devenus peintres. Il a également eu trois filles.
Son père se spécialise dans l'art marin et donne à Hermanus ses premières leçons d'art. En 1826, sa famille s'installe à Durgerdam, près d'Amsterdam. Plus tard, il se rendit à Amsterdam, suivit des cours à la Rijksakademie et s'établit comme artiste indépendant. Comme son père, il s'est concentré sur l'art marin, bien qu'il ait également créé de nombreux paysages. Son style était une combinaison de réalisme et de la nouvelle esthétique romantique. Les influences des artistes de l’âge d’or néerlandais sont également clairement visibles.
Il a donné à ses quatre fils leurs premières leçons de peinture, ainsi qu'à son contemporain, le graveur Willem Gruyter (de), dans les techniques propres à la peinture marine. Il était membre de la Académie Royale des Arts d'Amsterdam (nl) et Arti et Amicitiae, une société d'artistes de Rotterdam. Il a remporté une médaille d'or lors d'une de leurs expositions en 1875. Plusieurs de ses œuvres ont été vendues en Allemagne et en Angleterre.
En 1882, il s'installe à Haarlem. Il y décède la même année, à l'âge de soixante-sept ans. Ses œuvres peuvent être vues au Musée Teylers et au Musée Boijmans van Beuningen. Le Rijksprentenkabinet du Rijksmuseum Amsterdam possède une collection de ses dessins.

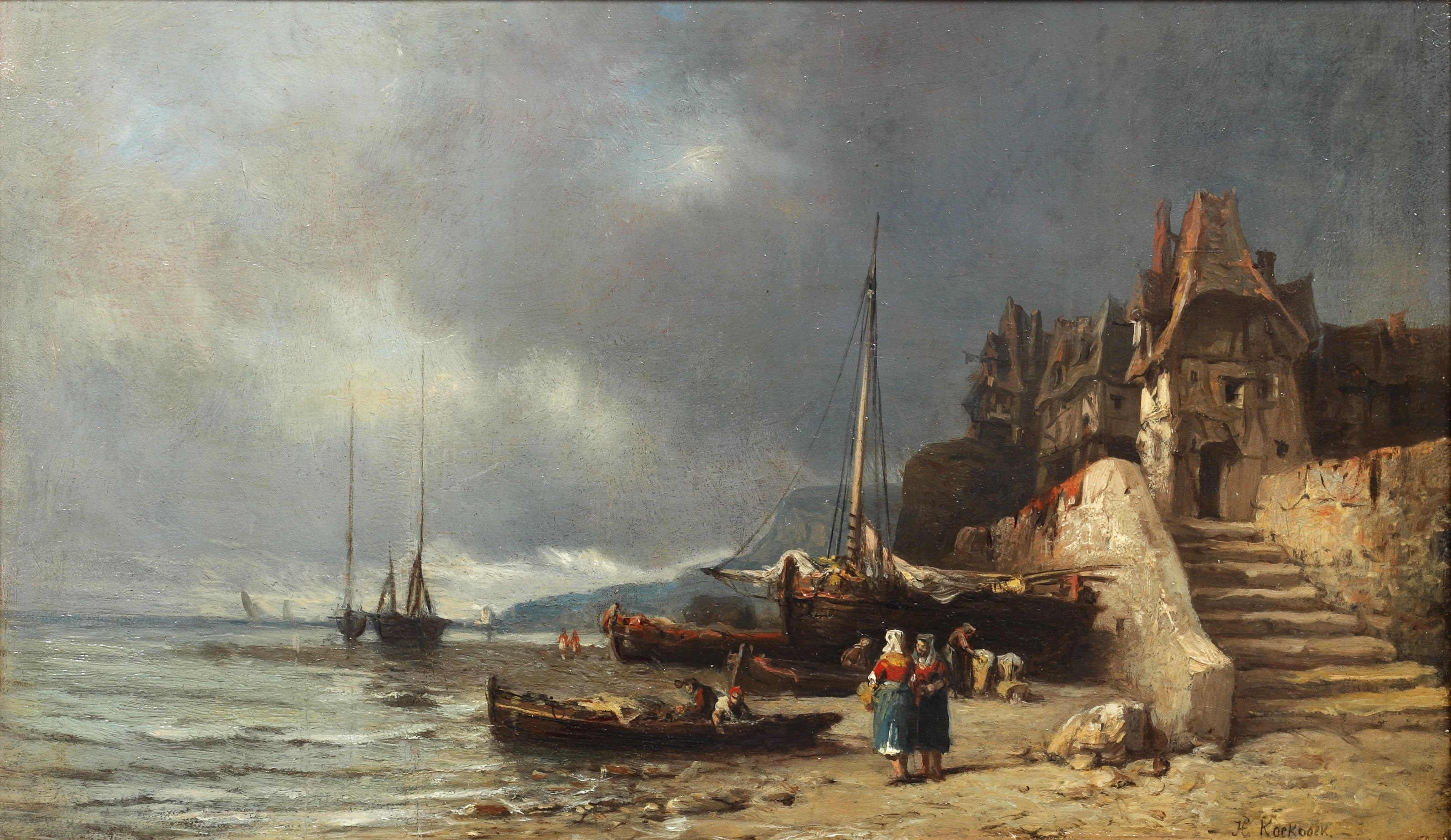
Scène côtière sous un ciel orageux